# Balakán
Balakán (en azerí: Balakən) es una localidad de Azerbaiyán, capital del raión homónimo.
Se encuentra a una altitud de 378 m sobre el nivel del mar. 

## Demografía
Según estimación 2010 contaba con 9.713 habitantes.